# Femei în știință

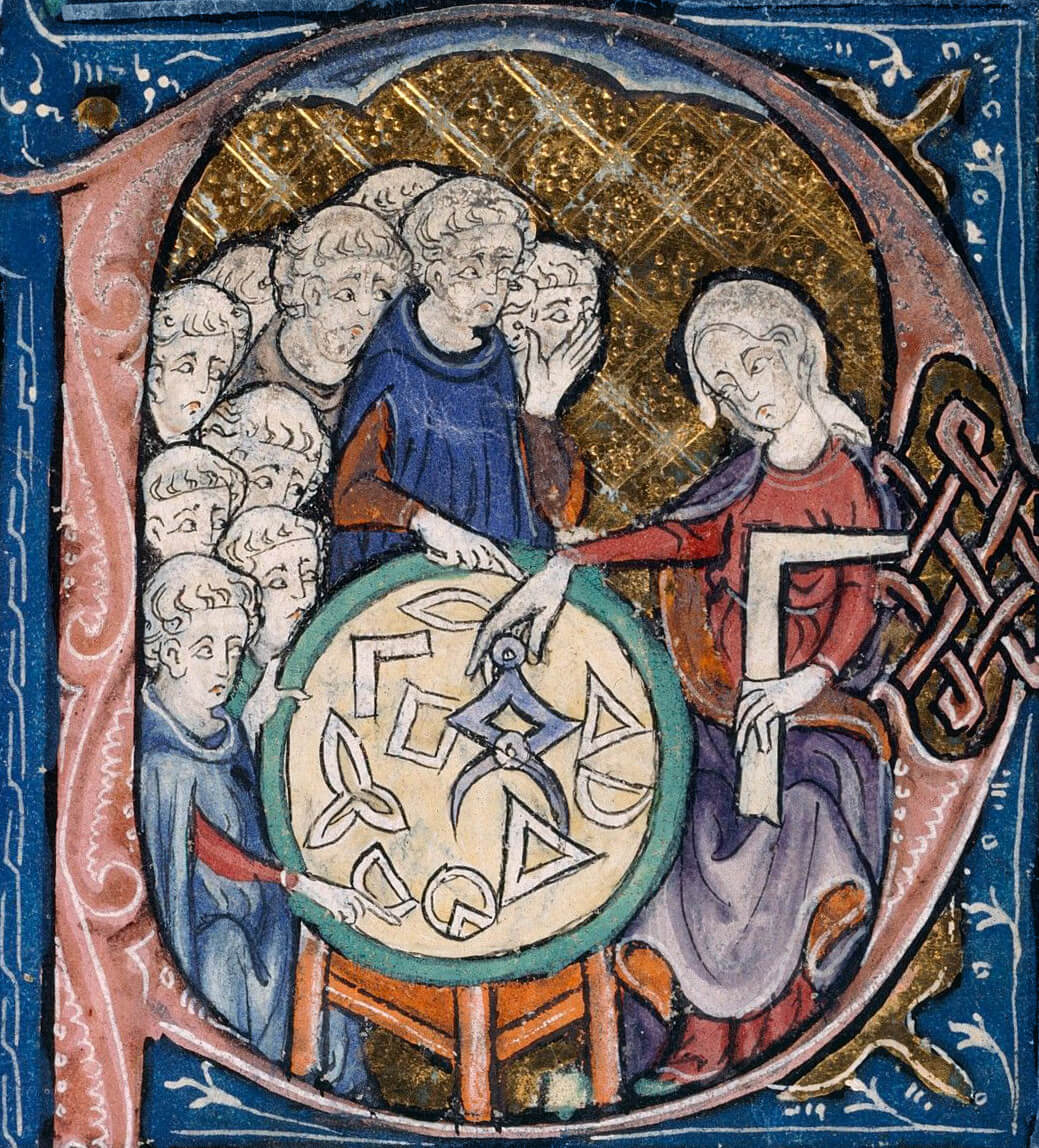
Femeie predând geometrie

Femeile au contribuit în domeniul științific încă din antichitate, dar contribuțiile lor nu au fost recunoscute.

## Europa în evul mediu

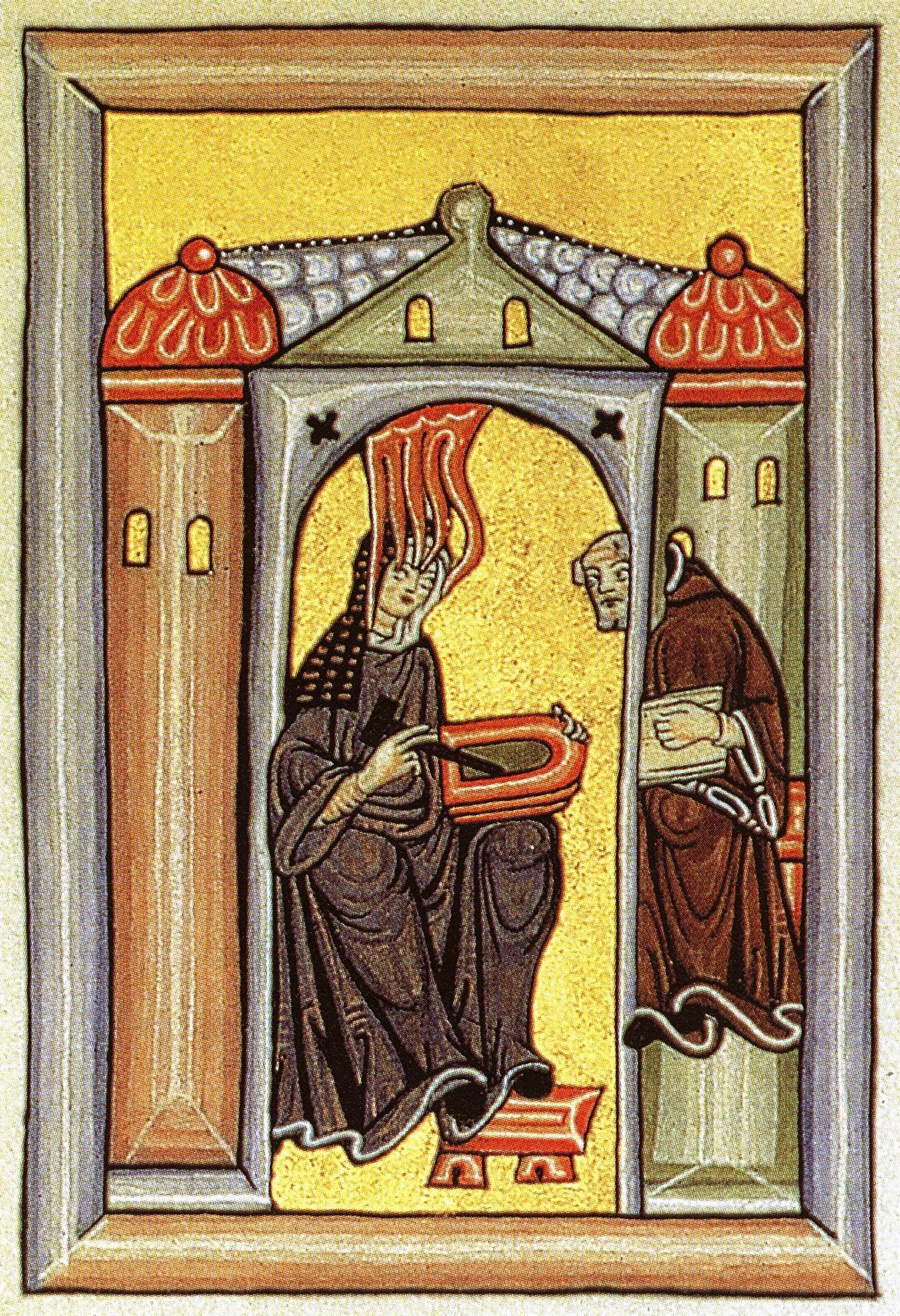
Hildegard din Bingen